# NGC 30
NGC 30 je dvostruka zvijezda u zviježđu Pegazu.

## Vanjske poveznice
- SEDS: NGC 0030